# Leo Boethin
Leo Maximilian Boethin (1912 ? – 15 settembre 1998) è stato un missionario ed astrofilo filippino.
Padre Leo Maximilian Boethin, a volte denominato come Böthin, è stato un astrofilo la cui attività principale era essere un missionario cattolico filippino appartenente all'ordine dei Verbiti (S.V.D.) che ha svolto la sua missione principalmente a Bangued, (Provincia di Abra, Filippine).

## Osservazioni cometarie
Padre Boethin durante le sue osservazioni astronomiche si è occupato in particolare di comete.
In tale ambito sono da ricordare:
- la scoperta tra il 1965 ed il 1973 di tre comete che non poterono essere confermate[5].

- le osservazioni di prescoperta effettuate tra l'11 e il 13 gennaio 1973 della cometa periodica 104P/Kowal, scoperta poi da Charles Thomas Kowal il 27 gennaio 1979[6]: queste osservazioni che avrebbero potuto dare la paternità della scoperta a Padre Boethin per alcuni equivoci non furono prese in dovuta considerazione e solo nel dicembre 2003 ne fu riconosciuta l'importanza sulla base dell'intuizione e dei calcoli dell'astrofilo statunitense Gary W. Kronk[7][6][8], Padre Boethin non poté avere la soddisfazione di vedere riconosciute nel giusto modo le sue osservazioni perché nel frattempo era morto il 15 settembre 1998.

- la scoperta il 4 gennaio 1975 della cometa periodica 85P/Boethin[9].

## Riconoscimenti
Nel 1975 gli è stato assegnato il The Padre Faura Award.
Gli è stato intitolato un premio astronomico, il Father Leo Boethin Astronomy Achievement Award.